# Roorkee
Roorkee è una suddivisione dell'India, classificata come municipal board, di 118,200 abitanti, situata nel distretto di Haridwar, nello stato federato dell'Uttarakhand. In base al numero di abitanti la città rientra nella classe I.

## Geografia fisica
La città è situata a 29° 52' 0 N e 77° 52' 60 E e ha un'altitudine di 267 m s.l.m..

## Società

### Evoluzione demografica
Al censimento del 2001 la popolazione di Roorkee assommava a 118,200 persone, delle quali 63,434 maschi e 54,766 femmine. I bambini di età inferiore o uguale ai sei anni assommavano a 10.786, dei quali 5.846 maschi e 4.940 femmine. Infine, coloro che erano in grado di saper almeno leggere e scrivere erano 74.248, dei quali 41.312 maschi e 32.936 femmine.